# Centaurea pindicola
Centaurea pindicola — вид квіткових рослин родини айстрових (Asteraceae). Ареал: Албанія, пн. Греція, Північна Македонія.

## Середовище
Населяє трав'янисті й кам'янисті місцевості.

## Морфологічна характеристика
Це багаторічник 10–15 см заввишки, павутинно-сірий. Листки ліроподібні, бічні сегменти 2–3-парні, трикутні, кінцеві яйцювато-ромбічні, гострі. Квіткові голови поодинокі. Обгорткові приквітки яйцеподібні. Квіточки білуваті, жовті. Період цвітіння: літо.